# Goats Head Soup
A Goats Head Soup (magyarul: kecskefej-leves) a The Rolling Stones 11. albuma). Az album 1973-ban jelent meg. A dalok szerzői Mick Jagger és Keith Richards.

## Története
1972 novemberében a zenekar a Dynamic Sounds stúdióba költözött Kingstonba, Jamaicába. Keith Richards 2002-ben így nyilatkozott: "Jamaica volt azon kevés helyek egyike, ahová mindannyiunkat beengedtek! Akkoriban nagyjából az egyetlen ország, ahol létezhettem, Svájc volt, ami rohadt unalmas volt számomra, legalábbis az első évben, mert nem szerettem síelni ... Kilenc ország rúgott ki, köszönöm szépen, szóval az volt a kérdés, hogyan tartsuk egyben ezt a dolgot ...".
A felvételi folyamatról Marshall Chess, a Rolling Stones Records akkori elnöke 2002-ben így nyilatkozott: "Egy hónapra foglaltunk stúdiókat, napi 24 órára, hogy a zenekar megtarthassa ugyanazt a felállást, és a saját szabad formájukban fejleszthessék a dalaikat, néhány szöveggel és ritmussal kezdve, jammelve és próbálva, miközben a hangzást javítjuk. Engem, mint régi vágású lemezlovast lenyűgözött, hogy a Stones lehet, hogy hat-nyolc hónapig nem játszott együtt, de egy óra jammelésen belül működésbe lépett a közös munka, ami az erősségük, és egy emberként zárta össze őket...".
A munkálatokról és a sziget hatásáról Richards így nyilatkozott: "Maga az album nem tartott olyan sokáig, de borzasztó sok számot vettünk fel. Nemcsak jamaikaiak vettek részt, hanem olyan helyekről, mint Guyana, érkező ütőhangszeresek is, egy vándorló csapat, akik a stúdiókban dolgoztak. Érdekes volt ebben a teljesen más légkörben játszani. Mikey Chung, a Dynamic hangmérnöke például kínai volt - az ember rájön, hogy Jamaika mennyire multietnikus környezet."  Az album címe feltehetően a jamaikai Mannish water nevű ételre utal.
A Dynamicban felvett első szám a "Winter" volt, amely Mick Taylor szerint úgy kezdődött, hogy "csak Mick (Jagger) pengetett egy gitárt a stúdióban, és onnantól kezdve minden összeállt". A dal szövegének fő témája pedig egy 1968-as kiadatlan dalból, a "Blood Red Wine"-ból származik. A dal egyben az egyetlen olyan dal az albumon, amelyben Richards nem szerepel előadóként, az elektromos ritmusgitáron Jagger játszik. Mick Taylor később Carla Olsonnal a The Ring of Truth című albumra rögzítette a "Winter" hosszabb verzióját, a Too Hot for Snakes albumra pedig a "Silver Train"-t.
Az album vezető kislemeze, az "Angie" nem volt népszerű választás az Atlantic Recordsnál, amely a Chess szerint "inkább egy újabb 'Brown Sugar'-t akart, mint egy balladát". Bár a pletykák szerint a dal David Bowie első feleségéről, Angeláról szólt, Jagger és Richards is következetesen tagadta ezt. 1993-ban Richards a Jump Back című válogatásalbum:The Best of The Rolling Stones című dalhoz fűzött jegyzetfüzetében azt mondta, hogy a címet kislánya, Dandelion Angela ihlette. A 2010-es Life című memoárjában azonban Richards tagadta ezt, mondván, hogy a dal nevét még azelőtt választotta, mielőtt megtudta volna a várható gyermeke nemét: "Egyszerűen csak azt mondtam: 'Angie, Angie. Nem egy konkrét személyről szólt; ez egy név volt, mint 'ohhh, Diana'. Nem tudtam, hogy Angelát Angelának fogják hívni, amikor az 'Angie'-t írtam. Abban az időben nem tudtad, hogy milyen nemű lesz a dolog, amíg ki nem pattant. Valójában Anita a Dandelion nevet adta neki. Csak azért kapta az Angela kiegészítő nevet, mert egy katolikus kórházban született, ahol ragaszkodtak ahhoz, hogy egy 'rendes' nevet adjanak hozzá." Az NME szerint a Jagger által írt dalszöveget Jagger Marianne Faithfullal való szakítása ihlette.
Ez volt az utolsó Rolling Stones-album, amelynek producere Jimmy Miller volt, aki az 1968-as Beggars Banquet óta dolgozott a zenekarral.
Bill Wyman csak három számban játszik basszusgitáron az albumon, a basszusgitáros feladatok többségét Richards és Taylor látja el. A hivatalos zenekari tagokon kívül a Goats Head Soupon olyan zenészek is feltűnnek, mint a billentyűs Billy Preston, Nicky Hopkins és Ian Stewart.
A Goats Head Soup a zenekar első olyan albuma, amelyen nem szerepelnek feldolgozások az 1967-es Their Satanic Majesties Request óta.
A album munkálatai bővelkedtek demó felvételekben. Ezek közül kettő - a "Tops" és a "Waiting on a Friend" - 1981-ben a Tattoo You lemezen jelent meg. A "Through the Lonely Nights" az "It's Only Rock 'n Roll (But I Like It)" kislemez B-oldala lett, és először a 2005-ös Rarities 1971-2003 című válogatáson jelent meg CD-n. Ezen kívül a "Short and Curlies" a Goats Head Soup sessionökön kezdődött, és végül az It's Only Rock n' Roll LP-n jelent meg.

## Az album megjelenése
A megjelenés idején Jagger azt mondta: "Nagyon közel érzem magam ehhez az albumhoz, és tényleg mindent beleadtam, ami bennem volt... Azt hiszem, az jön át, hogy jobban beleéltem magam a dalokba. Nem volt olyan homályos, mint az Exile on Main St., ami olyan hosszúra nyúlt, hogy néhány dolog nem tetszett. Ez sokkal átgondoltabb.  A számok sokkal változatosabbak, mint az előző lemezen. Nem akartam, hogy csak egy rakás rockdal legyen."
A fő kislemez, az "Angie" 1973. augusztus 20-án jelent meg. A "Silver Train" volt a B-oldal. Az Egyesült Államokban első helyig kúszott, és világszerte sláger lett. A Goats Head Soup ezt követően augusztus 31-én jelent meg COC 59101 katalógusszámmal,és szintén világszerte a slágerlisták élére repült. A zenekar vitákat váltott ki a Star Star című számmal, amelyet a BBC szeptemberben betiltott obszcén szövege miatt.
A Rolling Stones 1973-as őszi európai turnéja nem sokkal az album megjelenése után következett, amelyen a setlistben helyet kaptak az új számok: "Doo Doo Doo Doo Doo Doo Doo (Heartbreaker)", "Star Star", "Dancing with Mr D" és "Angie". Bár a "Silver Train" és a "100 Years Ago" néhány korábbi koncerttől eltekintve a Goats Head Soupról semmi mást nem játszottak élőben egészen a 2002-2003-as Live Licks turnéig, amikor a zenekar a "Star Star"-t adta elő. A "Silver Train" és a "Dancing with Mr D" a 2014-es és a 2017-es turnén is hallható volt.

#### Albumborító
Az album borítóját Ray Lawrence tervezte, és David Bailey fotózta aki 1964 óta dolgozott a Rolling Stones-szal. A címlapon Jagger portréja az eredeti 12 hüvelykes LP-formátumban körülbelül életnagyságú volt. Jagger vonakodott attól, hogy egy rózsaszín fátyollal körülvéve fotózzák le, amely Bailey szerint "Katharine Hepburnre akart hasonlítani az Afrika királynőjében". Az album kapuszínű borítóján Taylor, Wyman és Watts hasonló szövetbe burkolózva látható, a hátoldalon pedig Richards.

## Kritikák
A kritikai reakciók az albumra akkoriban változatosak voltak. A Rolling Stone-ban Bud Scoppa "az év egyik leggazdagabb zenei élményének" nevezte. Nick Kent az NME-től viszont úgy vélte, hogy a lemezből hiányzik az eredetiség, mondván: "a Goat's Head Soup-on a Stonesnak igazából nincs mondanivalója, de valahogy olyan jól mondja, hogy az eredmény túlmutat azon, hogy a projekt eleve felesleges volt". Az albumot "igazán nagyszerűnek" nevezte, különösen a Dancing with Mr. D-t dicsérte, és azt ajánlotta a hallgatóknak, hogy "hallgassák meg figyelmesen". A Chicago Tribune Lynn Van Matre-ja egyetértett ezzel, és a lemezt a korábbi munkákhoz képest nem találta újszerűnek. Bár "gondosabban összerakottnak" találta, mint az Exile on Main St., úgy érezte, hogy a Goats Head Soup inkább dalok gyűjteményének tűnik, mint egységes projektnek. Ennek ellenére Van Matre dicsérte a zenét, különösen a "Heartbreaker"-t. Charlie Gillett a Let It Rock magazintól arra a következtetésre jutott, hogy a Goats Head Souppal a Stones "végre kiszorította riválisait", mint "a világ legjobb rockzenekara", és úgy ítélte meg, hogy "ez az első LP-jük, amely kétségtelenül korának legjobb rockos groove-ja".
A Billboard a Goats Head Soupot "egy újabb remek albumnak nevezte, amelyet mint mindig, most is Mick Jagger és Keith Richard finom, kemény rockzenei számai és Mick Taylor kiváló gitármunkája jellemez".A kritikus különösen a "Winter", a "Can You Hear the Music" és az "Angie" című balladákat dicsérte. Arthur Levy a Zoo Worldnek írva a lemezt a Sticky Fingers és az Exile on Main St. mellett értékelte, hozzátéve, hogy a három album "most már egy új életmű csírái."

## Újrakevert verziók
A Goats Head Soupot 1994-ben a Virgin Records újrakeverte és újra kiadta, majd 2009-ben a Universal Music ismét kiadta. Az 1994-es újramaszterezés kezdetben egy Collector's Edition CD-n jelent meg, amely az eredeti, kapuszerű albumcsomagolás számos elemét miniatűrben lemásolta. A 2009-es remaster első kiadása a "Star Star" cenzúrázott változatát tartalmazza, amely az eredeti amerikai bakelit kiadványon szerepelt, de az 1994-es Virgin CD-n nem; a későbbi kiadások a cenzúrázatlan változatot tartalmazzák.
Az albumot 2011-ben a Universal Music Enterprises újra kiadta egy kizárólag japán SHM-SACD változatban, amely tartalmazza a "Star Star Star" cenzúrázatlan változatát egy korábban kiadatlan fadeouttal.
2020. szeptember 4-én a Polydor Records újra kiadta az albumot, Giles Martin új keverésével. Az album Deluxe kiadásai olyan, korábban soha nem kiadott outtake-eket tartalmaznak, mint a "Criss Cross", amely 2020. július 9-én jelent meg klip formájában, a "Scarlet", amelyben Jimmy Page is közreműködik, és amely 2020. augusztus 8-án jelent meg klip formájában, valamint az "All the Rage".
Az album újra az első helyen állt az Egyesült Királyság albumlistáján, 47 évvel azután, hogy először 1973 szeptemberében a lista élére került.

## Az album dalai
| 1. | Dancing with Mr. D                 | 4:53 |
| 2. | 100 Years Ago                      | 3:59 |
| 3. | Coming Down Again                  | 5:54 |
| 4. | Doo Doo Doo Doo Doo (Heartbreaker) | 3:26 |
| 5. | Angie                              | 4:33 |

| 6.  | Silver Train           | 4:27 |
| 7.  | Hide Your Love         | 4:12 |
| 8.  | Winter                 | 5:30 |
| 9.  | Can You Hear the Music | 5:31 |
| 10. | Star Star              | 4:25 |